# Diocesi di Tabaicara
La diocesi di Tabaicara (in latino Dioecesis Tabaicarensis) è una sede soppressa e sede titolare della Chiesa cattolica.

## Storia
Tabaicara, nell'odierna Algeria, è un'antica sede episcopale della provincia romana della Mauritania Cesariense.
Sono tre i vescovi documentati di questa diocesi africana. Alla conferenza di Cartagine del 411, che vide riuniti assieme i vescovi cattolici e donatisti dell'Africa romana, presero parte il cattolico Vittore e il donatista Marciano. Il vescovo Vittore potrebbe essere identificato con l'omonimo vescovo della Mauritania Cesariense che subì, attorno al 422, una sanzione ecclesiastica senza perdere tuttavia la dignità episcopale; non essendo specificata la sede di appartenenza, questo fatto potrebbe riferirsi anche agli omonimi vescovi di Vardimissa, Mammilla, Malliana e Timici.
Terzo vescovo noto è Crispino, il cui nome appare al 103º posto nella lista dei vescovi della Mauritania Cesariense convocati a Cartagine dal re vandalo Unerico nel 484; Crispino, come tutti gli altri vescovi cattolici africani, fu condannato all'esilio.
Dal 1933 Tabaicara è annoverata tra le sedi vescovili titolari della Chiesa cattolica; dal 15 febbraio 2023 il vescovo titolare è Marcelo Antônio da Silva, vescovo ausiliare di Santo Amaro.

## Cronotassi

### Vescovi residenti
- Vittore † (prima del 411 - dopo il 422 ?)
  - Marciano † (menzionato nel 411) (vescovo donatista)
- Crispino † (menzionato nel 484)

### Vescovi titolari
- James Edward Kearney † (21 ottobre 1966 - 18 gennaio 1971 dimesso)
- Valerijans Zondaks † (28 ottobre 1972 - 27 settembre 1986 deceduto)
- Juozas Žemaitis, M.I.C. † (10 marzo 1989 - 24 dicembre 1991 nominato vescovo di Vilkaviškis)
- Leonardo Mario Bernacchi, O.F.M. † (17 novembre 1993 - 10 aprile 2012 deceduto)
- Iosif Staneŭski (29 novembre 2013 - 14 settembre 2021 nominato arcivescovo di Minsk-Mahilëŭ)
- Marcelo Antônio da Silva, dal 15 febbraio 2023